# パワーレンジャー・S.P.D.
『パワーレンジャー S.P.D.』（Power Rangers S.P.D.: Space Patrol Delta）は、アメリカ合衆国の特撮テレビドラマ。日本の特撮テレビドラマシリーズ「スーパー戦隊シリーズ」の英語版ローカライズ作品「パワーレンジャーシリーズ」の第13シーズンであり、第11作目である。本作品はスーパー戦隊シリーズ第28作『特捜戦隊デカレンジャー』がベースとなっている。
2005年2月5日から同年11月19日までABCファミリーで放送。2005年2月7日から同年11月14日までトゥーン・ディズニー内のジェティックスで放送。2005年2月26日から2006年3月4日までABC放送でも放送された。全38話。

## 概要
原作の世界観を生かしてアメリカのSF世界観にアレンジし、さらにディズニーの意向で可能な限りオリジナルの要素も加えられている。ストーリーはB-スクワッドの成長物語となっているとされる。
原作と同様、近未来が舞台であるため、2度ある前作との共闘編では1度目はダイノサンダーのメンバーが未来に行き、逆に2度目はS.P.D.のメンバーが過去に行くという内容になっている。また、オリジナルと異なり、倒した怪人は死なずにカードで封印される。
『魔法戦隊マジレンジャー』の一部撮影がニュージーランドで行われたことがきっかけで本作のバトライズドアーマーが『魔法戦隊マジレンジャーVSデカレンジャー』に貸し出された。

## ストーリー
西暦2025年、地球人と異星人が共存する時代。邪悪な犯罪組織に超能力を持った若き刑事たち、パワーレンジャー S.P.D.が挑む。

## 登場人物

### S.P.D. B-スクワッド/パワーレンジャー・S.P.D.
ジャック・ランダース/レッドレンジャー（デカレッド）
S.P.D.レンジャーのリーダー。貧困者を支援するために犯罪に手を染める義賊だったが、ドギーにスカウトされチームに加入する。壁をすり抜ける能力を持つ。ドレッドロックスが特徴。楽天的だが責任感は強い。グルームとの戦いを終えた後、S.P.D.を退職し貧民救済の仕事に就いた。
スカイラー・"スカイ"・テート/ブルーレンジャー （デカブルー）
S.P.D.レンジャーのサブリーダー。ブリッジ、シドニーと同じくB-スクワッドの初期メンバー。フォースフィールドを張る能力を持つ。かつてのレッドレンジャーを父に持ち、父と同じくレッドになることを目標にしていた。それゆえにジャックと当初は対立するが次第に打ち解けていく。最終回でS.P.D.を退職したジャックに代わり、念願のレッドレンジャーとなる。そしてパワーレンジャー・オペレーション・オーバードライブの設定ではS.P.D.最高司令官に就任したドギーに代わり、S.P.D.地球署の司令官に就任した。
ブリッジ・カーソン/グリーンレンジャー（デカグリーン）
スカイ、シドニーと同じくB-スクワッドの初期メンバー。サイキック能力を持ち悪意を感知できる。やや引っ込み思案。クリスマスは祝わないタイプらしい。変わり者扱いされることもあるが、メカにも強い頭脳派。逆立ちをすることで知性が高まると信じており、様々な名案や名推理を披露する。最終回ではレッドレンジャーとなったスカイに代わってブルーレンジャーになる。パワーレンジャー・オペレーション・オーバードライブでは第20、21話において、さらに昇進したスカイの後任としてレッドレンジャーとなってゲスト出演した。
エリザベス・"Z（ズィー）"・デルガド/イエローレンジャー （デカイエロー）
ジャックと共に貧困者を支援するために犯罪に手を染める義賊だったが、このままでは何も変えることが出来ず、大きな力に属する必要がある感じていた。そのためにドギーからのスカウトを快く受け入れ、パワーレンジャーの一員となった。分身能力を持つ。Zとはエリザベスの愛称。
シドニー"シド"ドルー/ピンクレンジャー（デカピンク）
スカイ、ブリッジと同じくB-スクワッドの初期メンバー。手を触れたものと同じ硬度に変化できる。裕福な家庭の出身。友人関係を大切にする性格で、チームメイトを手助けすることを楽しんでいる一面がある。
サム/オメガレンジャー（デカブレイク）
突如レンジャーの前に現れ彼らのピンチを救った謎の男。その正体はかつてジャックたちが出会った超能力を持つ少年であり、その後はS.P.D.の訓練生になっているサムである。2040年からタイムスリップしてた。普段は光球の姿で活動する。
キャサリン"キャット"マンクス/キャットレンジャー（デカスワン）
猫型の異星人の科学者。原典のスワンが穏やかでおっとりした女性なのに対し、キャットはクールな性格で少々口が悪い。
アヌビス"ドギー"クルーガー/シャドウレンジャー（デカマスター）
B-スクワッドの隊長。数年前に故郷のシリウスをグラムに滅ぼされ、彼の計画を阻止することを誓った過去を持つ。パワーレンジャー・オペレーション・オーバードライブの設定では引退したバーディの跡を継ぎ、S.P.D.最高司令官に就任した。
- 原作のスーツがアメリカ人には宇宙人に見えないと判断されたことから、着ぐるみは新造されており、アメリカのSF作品風のアレンジが加えられている。

ノバレンジャー（デカブライト）
未来世界でのオメガレンジャーの相棒。
ブーム
キャットの助手。元はS.P.D.候補生の落ちこぼれだったが、ドギーに救われて、キャットの助手になることができた。ドジな三枚目ではあるが、キャットの助手を務めているだけに科学者としての腕は確かで、ブリッジとの共同でR.I.C.を改修したこともある。キャットの発明によりモンスターに変身してスカイたちの特訓相手となっている。
R.I.C. （マーフィーK9）
正式名称：Robotic Interactive Canine。シドニーと仲良くなる。旧式のロボット犬で、シドニーを庇った際にスクラップ同然になるが、シドニーの頼みを聞いたブリッジとブームの手で改修を施されて復活。各性能も強化され、K-9バズーカへの変形機能も与えられたり、ドリンク用の冷蔵庫も設置された。改修前同様に冷却水を排水する機能も残っている。後にバトライズモードへの変形機構も導入されていて、専用のモーファーをレッドレンジャーに渡して合体もする。

### S.P.D. A-スクワッド
S.P.D.のエリート部隊でB-スクワッドの先輩。ヘルメットはスペースレンジャーの流用だが、ブラックがグリーンに変更されている。宇宙で行方不明になった。第36話で再登場するが、犯罪組織に寝返っていた彼らはクルーガーを拉致し、パワーレンジャーと戦う。一時は彼らを圧倒するが敗北。変身を解かれた後、カードに封印された。
チャーリー/レッドレンジャー
女性のリーダー。第4話「壁」では英語版・日本語版ともに男声だった。
A-スクワッド・ブルー
ビーバーのような牙の生えた宇宙人。
A-スクワッド・グリーン
A-スクワッド・イエロー
A-スクワッド・ピンク
アジア系の女性。

### その他
ピッギー
顔面に特徴のある異星人。腐った食べ物を好み、逆に清潔感のある物を嫌っている。情報屋で利益が出るのなら誰にでも協力する。物語途中から宝くじで当てた金を使って自分好みの不潔なレストランを開き、オーナーとなる。
バーディ（ヌマ・O）
S.P.D.の最高司令官。パワーレンジャー・オペレーション・オーバードライブの設定では司令官の地位をドギーに譲り、引退したとされる。着ぐるみはクルーガー同様、新造されている。
S.P.D. D-スクワッド
パワーレンジャーの候補生たち。
シルバーバック（ブンター）
レンジャーたちを鍛えた教官で、変身能力を持っている。着ぐるみはクルーガー同様、新造されている。
パワーレンジャー・ダイノサンダー
前作のパワーレンジャー。第31話「歴史」にてコナー（レッドレンジャー）、イーサン（ブルーレンジャー）、キラ（イエローレンジャー）の3人が登場。「ワームホール」にてトレント（ホワイトレンジャー）も登場。ダイノサンダーはいずれもタイムトラベルによって未来や過去に行くという形で出現し、S.P.D.と共演している。
ただし、トミー（ブラックレンジャー）は変身後のみの登場となっており、声も別人が演じている。

### 犯罪組織『トゥルービアン軍』
グラム皇帝
恐ろしい外見を持つ組織のボス。クルーガーの故郷を滅ぼした張本人であり、彼に右角を切り落とされたことから因縁がある。テラースペースシップと呼ばれる宇宙船を本拠地とする。斧が武器で、イビル・サイクルと呼ばれる専用バイクを持つ。最終回でオムニが倒された後も生き残り、クルーガーと戦って敗北、カードに封印されトゥルービアン軍は壊滅した。海外名称は「エンペラー・グルーム」。
オムニ
一つ目の臓器のような姿をした犯罪組織の真の支配者。S.W.A.T メガゾードと戦うため、宇宙船と融合し巨大な怪物となるが、倒された。
モーラ/モルガーナ（サキュバス人間体）
姿は幼い少女だが、絵に描いたモンスターを誕生させる力を持つ。性格は冷酷で我侭。その正体はモルガーナという成人女性で、手首に付いた刃物から衝撃波を放つ。グルームの力で若さを保っており、本来の姿に戻ることを嫌う。
モルガーナに戻された時は、ヘルメットを装備して（サキュバス）戦闘を行うこともある。
海外名称は「モラ/モーガナ」。
ブルードウイング（エージェント・アブレラ）
金が全ての武器商人。グルームに兵器を提供をしていたが、彼に代金を踏み倒され、反逆を企てる。
ゼルトラックス（暗黒の鎧）
前作のパワーレンジャー・ダイノサンダーにも登場したサイボーグ。2004年にグルームがタイムスリップした際に協力するよう強制させられてしまう。
クライボッド（アーナロイド）
組織のロボット戦闘員。
ブルーヘッド・クライボッド（パーツロイド）
クライボッドの強化型で、レーザー銃が武器。
オレンジヘッド・クライボッド（イーガロイド）
クライボッドの中でも最も強力なタイプで、モンスターにも匹敵する戦闘力がある。剣が武器。

## メカニック
デルタスクワッドメガゾード（デカレンジャーロボ）
5台のデルタランナー（デカマシン）が合体して完成するメガゾード。
デルタコマンドメガゾード（デカベースロボ）
デルタベース（デカベース）が変形して完成するメガゾード。
玩具では、メッキの削除など仕様の面で日本版より簡素な部分が目立つ。
オメガマックスメガゾード（デカバイクロボ）
バイク形態のオメガマックスサイクル（デカバイク）から変形する。バイク形態ではデルタスクワッドメガゾード（デカレンジャーロボ）が乗ることも可能。
デルタマックスメガゾード（スーパーデカレンジャーロボ）
デルタスクワッドメガゾード（デカレンジャーロボ）とオメガマックスメガゾード（デカバイクロボ）が合体して完成するメガゾード。
S.W.A.T. メガゾード（デカウイングロボ）
5台のS.W.A.T. フライヤー（パトウイング）が合体して完成するメガゾード。
玩具名称は「シュープリームメガゾード」。

## アイテム
デルタモーファー（SPライセンス）
初期メンバー5人の警察手帳型の変身アイテム。
変身コールは「S.P.D.、エマージェンシー!」。
モーファーには犯罪者をカードに収監する機能を持つ。
デルタブラスター（ディーマグナム01、ディーマグナム02）
レッドレンジャーが使う二丁拳銃。
合体させることで必殺のコンボモード（ハイブリッドマグナム）になる。
デルタマックスストライカー、S.P.D.ウェポン（ディーアームズ）
レッド以外の4人が使う合体銃。
パトロールグリップ（ディーナックル）とパトロールバトン（ディーロッド、ディースティック）を合体させることで完成する。
デルタスナイパー（ディースナイパー）
ブルーレンジャーが使う狙撃銃。
デルタバスター（ディーブラスター）
グリーンレンジャーが使う銃。
デルタショット（ディーショット）
イエローとピンクレンジャーが使う射的銃。
シャドウモーファー（マスターライセンス）
シャドウレンジャーの警察手帳型の変身アイテム。
シャドウセイバー（ディーソードベガ）
シャドウレンジャーの使う刀。
SPDパワーバズーカ（ディーバズーカ）
SPDレンジャーの使う大砲。
オメガモーファー（ブレスロットル）
オメガレンジャーのブレス型の変身アイテム。
バトライザー
第24話から登場したレッドレンジャー専用の新装備。R.I.C.（マーフィーK9）に搭載されたマグナモーファーを左腕に装備し、操作することで起動する。
モード1（サイバーモード）：レッドレンジャーの両肩・両腕・腰回り・両脚に追加装甲が装備される。光の刃を有する剣を使うこともある。
モード2（ソニックモード）：さらなる追加装甲として、バラバラになったR.I.C.がサイバーモードレッドレンジャーに装備される。追加装甲は飛行能力を備えており、自由な飛行が可能。玩具ではこの形態をバトライズドアーマーと呼称する。
S.W.A.T.モード（スワットモード）
第26話終盤から第27話冒頭において惑星ゼントーにて行われたS.P.D.訓練教官シルバーバック軍曹による厳しい訓練を経て、レンジャーたちが新たに獲得した共通の強化モード。登場そのものは第27話から。
武器としてデルタエンフォーサー（ディーリボルバー）を装備し、頭部装備にはナイトビジョン（暗視カメラ）、インタースコープ（透視システム）、サーモディテクター（熱感知システム）、通信装置（SPインカム）が搭載され、胸部と脚部には専用アーマー（スワットベスト、レッグアーマー）が装備される。

## キャスト

### レギュラー・準レギュラー
- ジャック：ブランドン・ジェイ・マクラレン（日本語吹替 - 載寧龍二）
- スカイ：クリス・ヴァイオレット（林剛史）
- ブリッジ：マット・オースティン（伊藤陽佑）
- ジー：モニカ・メイ（木下あゆ美）
- シドニー：アリシア・プーロー（菊地美香）
- オメガレンジャーの声：ブレット・スチュワート（吉田友一）
- キャット：ミシェル・ラングストーン（田中理恵）
- クルーガー：ジョン・チュイ（稲田徹）
- ブーム：ケルソン・ヘンダーソン（高戸靖広）
- ピギー：バーニー・ダンカン（大畑伸太郎）
- グラム皇帝：レネ・ナウファフ（小村哲生）
- モーラ：オリビア・ジェームズ＝ベアード（伊藤静）
- モルガーナ：ジェセフィン・デイヴィソン（伊藤静）
- ブルードウイング：ジム・マクラーティ（岩崎征実）
- ブルーヘッド：デレク・ジャッジ（松本忍、岡哲也）
- オレンジヘッド：ジェームズ・ゲイリン（鈴森勘司）
- オープニングナレーション：日本語版のみ（石野真子）

### 主なゲスト出演者
- ナレーター(1) - クレイグ・パーカー
- カデット3(3) - シヴォーン・ページ（一色まゆ）
- サム（7・8） - アーロン・ジェームズ・マーフィー（合田絵利）
- 子供の頃のZ(8) - ステファニー・モレル
- アイシニア・クルーガーの声（11・12、19、34、37・38） - タンディ・ライト（高橋里枝）
- バスキン(13) - ポール・ウィリス（岩崎ひろし）
- ソフィー（14・15） - ナターシャ・ハチソン（合田絵利）
- フィル(16) - マイケル・サックセット（真田五郎）
- ルイーズ(16) - ロリ・ダンジー（宮崎智栄子）
- サムライ(18) - 載寧龍二[12]
- バーディ（19、21、29、38） - ポール・ノレル（仲野裕）
- シルバーバック軍曹（26・27、38） - ジョン・チュイ（鈴森勘司）
- コナー・マクナイト/ダイノサンダーレッドレンジャー（31・32）  - ジェームス・ネイピア（石田彰）
- イーサン・ジェームズ/ダイノサンダーブルーレンジャー（31・32）  - ケビン・ダンハニー（陶山章央）
- キラ・フォード/ダイノサンダーイエローレンジャー（31・32） - エマ・ラハナ（沢城みゆき）
- ダイノサンダーブラックレンジャーの声(32)  - ジェフリー・パラッツォ（伊藤健太郎）
- トレント・フェルナンデス/ダイノサンダーホワイトレンジャー(32) - ジェフリー・パラッツォ（竹内栄治）
- ゼルドラックスの声(32) - ジェームズ・ゲイリン（青木強）
- アリー・サミュエルス(36 - 38) - ベス・アレン（合田絵利）
- チャーリー / A-スクワッドレッド（36・37） - ジーナ・ヴァレラ（浅野まゆみ）
- A-スクワッド・ピンク（36・37）  - 梛野素子（声 - クレール・デューガン）
- A-スクワッド・ブルーの声(37) - ニック・ケンプレン
- A-スクワッド・グリーンの声(37) - ニック・ケンプレン
- A-スクワッド・イエローの声(37) - グレック・クーパー二世
- オムニの声（37・38）  - ジェフ・ドラン
- ノバレンジャーの声(38) - アントニア・プレブル（伊藤静）

### スーツアクター・スタント
- レッドレンジャー[13][14][15]、グラム皇帝（スタントダブル）[15] - 羽賀亮洋
- レッドレンジャー（代役）[16]、ブルーレンジャー[5] 、オレンジレンジャー[17]- 本間崇寛
- ブルーレンジャー 、グリーンレンジャー[18][19]（変身前のスタントも担当[19]）、オメガレンジャー、グラム皇帝（スタントダブル）[20]、オレンジヘッドキーボッツ[21]、イクチオール[21] 、クライボット[22]- 南博男
- グリーンレンジャー[23]、ダイノサンダーホワイトレンジャー [24]、エイリアン、ブーム（スタント）[25]、ブルードウイング[26]、クライボット[22]-宮崎高春
- グリーンレンジャー、オメガレンジャー、クライボット-杉原 明
- イエローレンジャー[5][27]、（変身前のスタントも担当）、ピンクレンジャー[28]（変身前のスタントも担当）、モルガーナ（スタントダブル）[28]、キャットレンジャー[28] （変身前のスタントも担当 ）、ノバレンジャー- 梛野素子
- イエローレンジャー[29]、ピンクレンジャー[5][30]（変身前のスタントも担当）、クライボット[22] - こしげなみへい
- イエローレンジャー[31]、ピンクレンジャー[32]、クライボット[22]- 川澄 朋章
- シャドウレンジャー[5] オレンジレンジャー[33]、クライボット[22]- 岩上弘数
- オメガレンジャー[34]、ダイノサンダーブルーレンジャー[35]、クライボット[22] - 谷村祐司
- ダイノサンダーブラックレンジャー[36] (代役)-ダニエル・アンドリュース

## スタッフ
ダグラス・スローンとアン・オーステンがパワーレンジャーの現場から離れたことにより、坂本浩一がショーランナーとなった。
- 製作総指揮 - 坂本浩一、ブルース・カリッシュ、グレッグ・アロノウィッツ
- プロデューサー - サリー・キャンベル
- ストーリーエディター - ジャッキー・マーチャンド
- 撮影監督 - サイモン・リエラ
- 音楽 - ブルース・リンチ
- セカンドユニット監督 - 野口彰宏
- セカンドユニット撮影監督 - ギャヴィン・ストラウド
- 助監督 - ルーク・ロビンソン、リチャード・バール、クウェンティン・ホワイト
- スタント・コーディネーター - マーク・ハリス
- アートディレクター - ジョージ・トリマー
- キャスティング - クリスティーナ・アレッシャー（ニュージーランド担当）、ステファニー・ゴリン（カナダ担当）、アニタ・コーラン
- 原作 - 八手三郎
- 制作 - ルネサンス・アトランティック・エンターテイメント、東映、レンジャー・プロダクションズ、JETIX
- 製作著作 - BVSエンターテイメント、BVSインターナショナル

### 日本語版制作スタッフ
- プロデュース - 塚田英明
- 音響監督 - みさわあやこ
- 翻訳 - 佐藤朝子
- 録音調整 - 錦織真里
- キャスティング - 小浜匠、槙潤
- 制作 - 志田直之、青柳夕子
- 監修 - 坂本浩一
- 制作 - 東映

## 主題歌
「Power Rangers S.P.D.」
作詞・作曲・歌 - ロン・ワッサーマン

## 各話リスト
| 話数 | 話数 | サブタイトル                   | サブタイトル        | 登場モンスター | 監督                     | 脚本                                        | 放送日（米国） |
| 日本 | 米国 | 邦題                           | 原題                | 登場モンスター | 監督                     | 脚本                                        | 放送日（米国） |
| ---- | ---- | ------------------------------ | ------------------- | --- | ------------------------ | ------------------------------------------- | -------------- |
| 1    | 1    | 新生Bスクワッド誕生（前編）    | Beginnings, Part I  | 訓練用エイリアン （演 - 宮崎高春 / 声 - アンドリュー・ロバート） | グレッグ・アロノウィッツ | ブルース・カリッシュ                        | 2005年 2月5日  |
| 2    | 2    | 新生Bスクワッド誕生（後編）    | Beginnings, Part II | ロボット（デビルキャプチャー2） | グレッグ・アロノウィッツ | グレッグ・アロノウィッツ                    | 2005年 2月5日  |
| 3    | 3    | 真のリーダー                   | Confronted          | プラクシス（ドン・モヤイダ） （声 - ブルース・ポプキンス/吹替 - 佳月大人） ロボット（ファンクラッシャー） | グレッグ・アロノウィッツ | ジャッキー・マーチャンド                    | 2月12日        |
| 4    | 4    | 壁                             | Walls               | リンバー（ヘルヘヴン） （声 - ブルース・ポプキンス） リンバーのマシン（デビルキャプチャー） | アンドレ・メリフィールド | ジョン・テリジェン                          | 2月19日        |
| 5    | 5    | リック パワーアップ            | Dogged              | リニックス（ベイルドン） （声 - マーク・ライト/吹替 - 黒澤剛史） エイリアン3（演 - ミック・イネス） | アンドレ・メリフィールド | ジャッキー・マーチャンド                    | 2月26日        |
| 6    | 6    | ブリッジ                       | A-Bridged           | T・トップ（ブライディ） （声 - マーク・ライト） ダイアン/ハイドラックス（カーサス） （演 - サンドラ・トムソン/吹替 - よのひかり） | アンドレ・メリフィールド | マーク・ホフマイヤー                        | 3月3日         |
| 7    | 7    | サム（前編）                   | Sam, Part I         | バグルスワース（ダゴネール） （声 - ケルソン・ヘンダーソン/吹替 - 岡野浩介） ロボット（エンバーンズ） | チャーリー・ハスケル     | ブルース・カリッシュ                        | 3月12日        |
| 8    | 8    | サム（後編）                   | Sam, Part II        | バグルスワース（ダゴネール） （声 - ケルソン・ヘンダーソン/吹替 - 岡野浩介） ロボット（エンバーンズ） | チャーリー・ハスケル     | ジョン・テリジェン                          | 3月19日        |
| 9    | 9    | 親友                           | Idol                | ドルー/ギガニス（ヴィーノ） （演 - ドゥエイン・キャメロン/吹替 - 神奈延年） | チャーリー・ハスケル     | デヴィッド・ガーバー                        | 4月2日         |
| 10   | 10   | 張り込み                       | Stakeout            | シヌーク（シェイク） （声 - ジェームズ・コールマン/吹替 - 上城龍也） ロボット（シノビシャドー） | マーク・ビーズリー       | ジャッキー・マーチャンド                    | 4月9日         |
| 11   | 11   | シャドーレンジャー見参（前編） | Shadow, Part I      | デバッカー（バラン・スー） ベナーグ将軍（ベン・G） （声 - ジェームズ・ゲイリン/吹替 - 黒田崇矢） ロボット（テリブルテーラー） | マーク・ビーズリー       | ブルース・カリッシュ                        | 4月16日        |
| 12   | 12   | シャドーレンジャー見参（後編） | Shadow, Part II     | デバッカー（バラン・スー） ベナーグ将軍（ベン・G） （声 - ジェームズ・ゲイリン/吹替 - 黒田崇矢） ロボット（テリブルテーラー） | マーク・ビーズリー       | ブルース・カリッシュ                        | 4月23日        |
| 13   | 13   | 災い                           | Abandoned           | ドラゲル（ファーリー） （声 - マイク・ハボック） | リッタ・ジョンストン     | ジョン・テリジェン                          | 4月30日        |
| 14   | 14   | ネットワーク（前編）           | Wired, Part I       | バルコ将軍（メテウス） （声 - ジェイソン・ホイト/吹替 - 黒澤剛史） ゴードン（マシンモンスター・ギーガス） ロボット（キャノングラディエーター） | ブリッタ・ジョンストン   | ジャッキー・マーチャンド ジョン・テリジェン | 5月7日         |
| 15   | 15   | ネットワーク（後編）           | Wired, Part II      | バルコ将軍（メテウス） （声 - ジェイソン・ホイト/吹替 - 黒澤剛史） ゴードン（マシンモンスター・ギーガス） ロボット（キャノングラディエーター） | ブリッタ・ジョンストン   | ジャッキー・マーチャンド ジョン・テリジェン | 5月14日        |
| 16   | 16   | ブーム                         | Boom                | トマーズ（ケバキーア） （声 - ニコラス・クーリー/吹替 - 鈴森勘司） | アンドレ・メリフィールド | グレッグ・アロノウィッツ                    | 5月21日        |
| 17   | 17   | ニセ、ブルーレンジャー         | Recognition         | ウートックス（ジンチェ） （声 - ジェレミー・バーチャル/吹替 - 岩崎征実） ロボット（シノビシャドー2） | アンドレ・メリフィールド | デヴィッド・ガーバー                        | 6月4日         |
| 18   | 18   | サムライ                       | Samurai             | カタナ（ベートニン） （声 - マーク・ライト/吹替 - 遊佐浩二） モロト（ビグドローワー） | アンドレ・メリフィールド | マット・ホーキンズ                          | 6月11日        |
| 19   | 19   | 解散                           | Dismissed           | バグ（バイズ・ゴア） （声 - ダレン・ヤング/吹替 - 松本忍） ロボット（キャノングラディエーター2） チャンター（イーアル） | ポール・グラインダー     | ジェシー・ホースティング                    | 6月18日        |
| 20   | 20   | 藪の中                         | Perspective         | グリーンアイ（ゴルドム） （声 - マシュー・サンダーランド/吹替 - 岡哲也） ロボット（テリブルテーラー2） | ポール・グラインダー     | ブルース・カリッシュ                        | 6月25日        |
| 21   | 21   | メッセンジャー（前編）         | Messenger, Part I   | ショーティー（ボンゴブリン・ヘルズ） （声 - レイ・トリケット/吹替 - 松本忍） デバステーション（ブリッツ・ヘルズ） （声 - ケルソン・ヘンダーソン/吹替 - 岩崎征実） 破壊ロボット（ゴッドパウンダー） | ポール・グラインダー     | ブルース・カリッシュ                        | 7月10日        |
| 22   | 22   | メッセンジャー（後編）         | Messenger, Part II  | ショーティー（ボンゴブリン・ヘルズ） （声 - レイ・トリケット/吹替 - 松本忍） デバステーション（ブリッツ・ヘルズ） （声 - ケルソン・ヘンダーソン/吹替 - 岩崎征実） 破壊ロボット（ゴッドパウンダー） | ポール・グラインダー     | ジャッキー・マーチャンド                    | 7月16日        |
| 23   | 23   | 複雑な心                       | Zapped              | ミスティコン（ダーデン） （声 - バーニー・ダンカン/吹替 - 東正実） アル（ビーリング） （声 - バーニー・ダンカン/吹替 - 岡哲也） | ジョン・リアング         | スタン・バーコウィッツ                      | 7月25日        |
| 24   | 24   | 鏡（前編）                     | Reflection, Part I  | スレート（ボラペーノ） （声 - ジェレミー・バーチャル/吹替 - 櫻井トオル） マイアロック（ジェニオ） （声 - マイク・ドリュー/吹替 - 山内健嗣） コピーモンスター軍団（声・吹替 - オリジナルと同じ） ロボット（メガロリア） | ジョン・リアング         | ジャッキー・マーチャンド                    | 8月12日        |
| 25   | 25   | 鏡（後編）                     | Reflection, Part II | スレート（ボラペーノ） （声 - ジェレミー・バーチャル/吹替 - 櫻井トオル） マイアロック（ジェニオ） （声 - マイク・ドリュー/吹替 - 山内健嗣） コピーモンスター軍団（声・吹替 - オリジナルと同じ） ロボット（メガロリア） | ジョン・リアング         | ジャッキー・マーチャンド                    | 8月12日        |
| 26   | 26   | SWAT（前編）                   | S.W.A.T., Part I    | スレッシャー（サノーア） （声 - ポール・バレット/吹替 - 青木強） ステンチ（ゾータク） （声 - グレッグ・ジョンソン/吹替 - 松本忍） ロボット（ハンタージェット2） | ブリッタ・ジョンストン   | ブリッタ・ジョンストン                      | 8月15日        |
| 27   | 27   | SWAT（後編）                   | S.W.A.T., Part II   | スレッシャー（サノーア） （声 - ポール・バレット/吹替 - 青木強） ステンチ（ゾータク） （声 - グレッグ・ジョンソン/吹替 - 松本忍） ロボット（ハンタージェット2） | ブリッタ・ジョンストン   | グレッグ・アロノウィッツ                    | 8月22日        |
| 28   | 28   | ロボット襲撃の日               | Robotpalooza        | ジネカ（ギネーカ） （声 - シェーン・ボッカー/吹替 - 樋口智透） チアーゴ（シロガー） （声 - スティーブン・ブラントン/吹替 - 岡哲也） デラッポー（デーチョ） （声 - グレン・ドレイク/吹替 - 村上裕） アメーバー（ビョーイ） ワンアイ（ミリバル） （声 - マイケル・ハースト） シルバーヘッド（ジャッキル） （声 - ジェイソン・ホイト） ロボット軍団 | ジョン・リアング         | ブルース・カリッシュ                        | 8月29日        |
| 29   | 29   | キャット転属                   | Katastrophe         | ムーニー（ハイマル） （声 - キャメロン・ローズ/吹替 - 林和良） ギガボット（フランケンザウルス） ロボット（デビルキャプチャー6） | ブリッタ・ジョンストン   | ジャッキー・マーチャンド                    | 9月26日        |
| 30   | 30   | 失踪                           | Missing             | ボーク（ジンギ） （声 - ブレア・ストラング/吹替 - 野島健児） ヒーロック（ドン・ビアンコ） （声 - ジェフ・ドラン） ロボット（アルティメットイビル2） | ジョン・リアング         | ブルース・カリッシュ                        | 10月3日        |
| 31   | 31   | 歴史                           | History             | ドラゴール（ブラウゴール） （声 - パトリック・ウィルソン/吹替 - 黒澤剛史） セレブロス教授（モンテーン博士） （声 - スティック・エルドレッド/吹替 - 真田五郎） | ポール・グラインダー     | ジャッキー・マーチャンド                    | 10月11日       |
| 32   | 35   | ワームホール                   | Wormhole            | ゼルトラックス グリーン・モンスター（バーチョ） （声 - アリステア・ブラウニング） スプッティアイ（ミーメ） （声 - ピーター・フィーニィ/吹替 - 吉本元喜） ヴァイン・モンスター（マイク星人クロード） （声 - ロバート・ポロック） | ポール・グラインダー     | ブルース・カリッシュ                        | 2006年 4月2日  |
| 33   | 32   | 衝突                           | Impact              | ドラゴール（ブラウゴール） （声 - パトリック・ウィルソン/吹替 - 黒澤剛史） セレブロス教授 / クロー（ニカレーダ） （声 - スティック・エルドレッド/吹替 - 鈴森勘司） | ポール・グラインダー     | ジャッキー・マーチャンド                    | 9月23日        |
| 34   | 33   | バッジ                         | Badge               | イクシオール（ビスケス） （声 - ジェイソン・ホイト/吹替 - 大畑伸太郎） | ジョン・リアング         | ジャッキー・マーチャンド                    | 10月17日       |
| 35   | 34   | 眠れぬ夜                       | Insomnia            | イクシオール（ビスケス） （声 - ジェイソン・ホイト/吹替 - 大畑伸太郎） | ジョン・リアング         | ジョン・テリジェン                          | 10月28日       |
| 36   | 36   | 復活                           | Resurrection        | デレックス・デレックス（テリーX） （声 - アンドリュー・ラング/吹替 - 岡哲也） 謎のエイリアン （声 - トム・ケイン） | ジョン・リアング         | ブルース・カリッシュ                        | 11月4日        |
| 37   | 37   | そして地球の未来（前編）       | Endings, Part I     | S.P.D. A-スクワッド A-スクワッドメガゾード （アブトレーラー） クラブヘッダ （ドラグ星人ガニメデ） （声 - ロバート・ミニョー） モンスター1（ゲド星人ウニーガ） （声 - エドウィン・ライト） モンスター2（ジャーゴ星人スキーラ） （声 - ミカエラ・ルーニー）                                                                                        | グレッグ・アロノウィッツ | ジャッキー・マーチャンド                    | 11月7日        |
| 38   | 38   | そして地球の未来（後編）       | Endings, Part II    | オムニ グラム皇帝 モーラのモンスターたち | グレッグ・アロノウィッツ | ブルース・カリッシュ                        | 11月11日       |

「ワームホール」はアメリカ合衆国での本放送時には放送されず、DVD第4・5巻の映像特典として収録された。

## ゲーム
Power Rangers S.P.D.
2005年9月6日にTHQから発売されたゲームボーイアドバンス用ソフト。開発はナツメ。

## 国際展開
ヨーロッパでは2005年秋から各国のジェティックス・チャンネルで放送された。イギリスでは2006年から玩具展開が行われ、男児向け玩具のベストセラーとなった。インドでは2006年からトゥーン・ディズニーで放送された。
日本では2011年のスーパー戦隊シリーズ35作品目放送を記念し、「パワーレンジャー日本語吹替版プロジェクト」第1弾として日本語吹き替え版が制作され、同年8月8日より東映チャンネルで放送された。地上波では2012年10月2日から2013年10月8日までTOKYO MXで放送されたほか、同年12月22日からはサンテレビでも放送された。レンジャーのメンバーの吹き替えは『デカレンジャー』に出演したオリジナルキャストが担当する。日本でパワーレンジャーシリーズの吹き替え版が制作されるのは、『ライトスピード・レスキュー』以来となる。

## 映像ソフト化

### アメリカ合衆国
Power Rangers S.P.D.（DVD）
第1巻「Joining Forces」（第1話から第5話まで収録、2005年6月7日発売）、第2巻「Stakeout」（第6話から第10話まで収録、2005年9月6日発売）、第3巻「Wired」（第11話から第15話まで収録、2005年9月6日発売）、第4巻「Boom」（第16話から第20話まで収録、2005年6月7日発売）、第5巻「Zapped」（第20話から第25話まで収録、2005年12月6日発売）。発売元はブエナビスタ・ホームエンターテイメント。
映像特典として第32話「ワームホール」が第4巻・5巻に収録。他に短編「The Power Rangers Want You」が各巻に収録。
Power Rangers Seasons 13-17(DVD)
本作品から『RPM』まで収録したDVDセット。2014年4月1日発売。発売元はシャウト・ファクトリー!。
Power Rangers S.P.D. The Complete Series(DVD)
全話収録。2017年3月14日発売。発売元はシャウト・ファクトリー!。

### 日本
発売元は全て東映ビデオ。
ヒーロークラブ POWER RANGERS S.P.D. エマージェンシー!スペースパトロールデルタ!!（DVD）
第1・2話を編集した総集編。稲田徹がナレーションを務める。構成は岡本智年。2011年8月5日発売。
Power Rangers S.P.D. DVD - BOX1
第1話から第16話まで収録。2011年11月21日発売。2017年4月12日に廉価版が発売。
Power Rangers S.P.D. DVD - BOX2
第17話から第38話まで収録。2012年1月21日発売。2017年4月12日に廉価版が発売。
他に『特捜戦隊デカレンジャー』コンプリートBlu-ray 1に本作品の第1・2話が特典として収録されている。

## ネット配信
2013年7月1日から11月10日まで、YouTubeの「東映特撮 YouTube Official」にて全38話が配信された。
その後、2015年6月から7月に渡ってニコニコ動画のニコニコ生放送にて配信。